# Tredje ögat

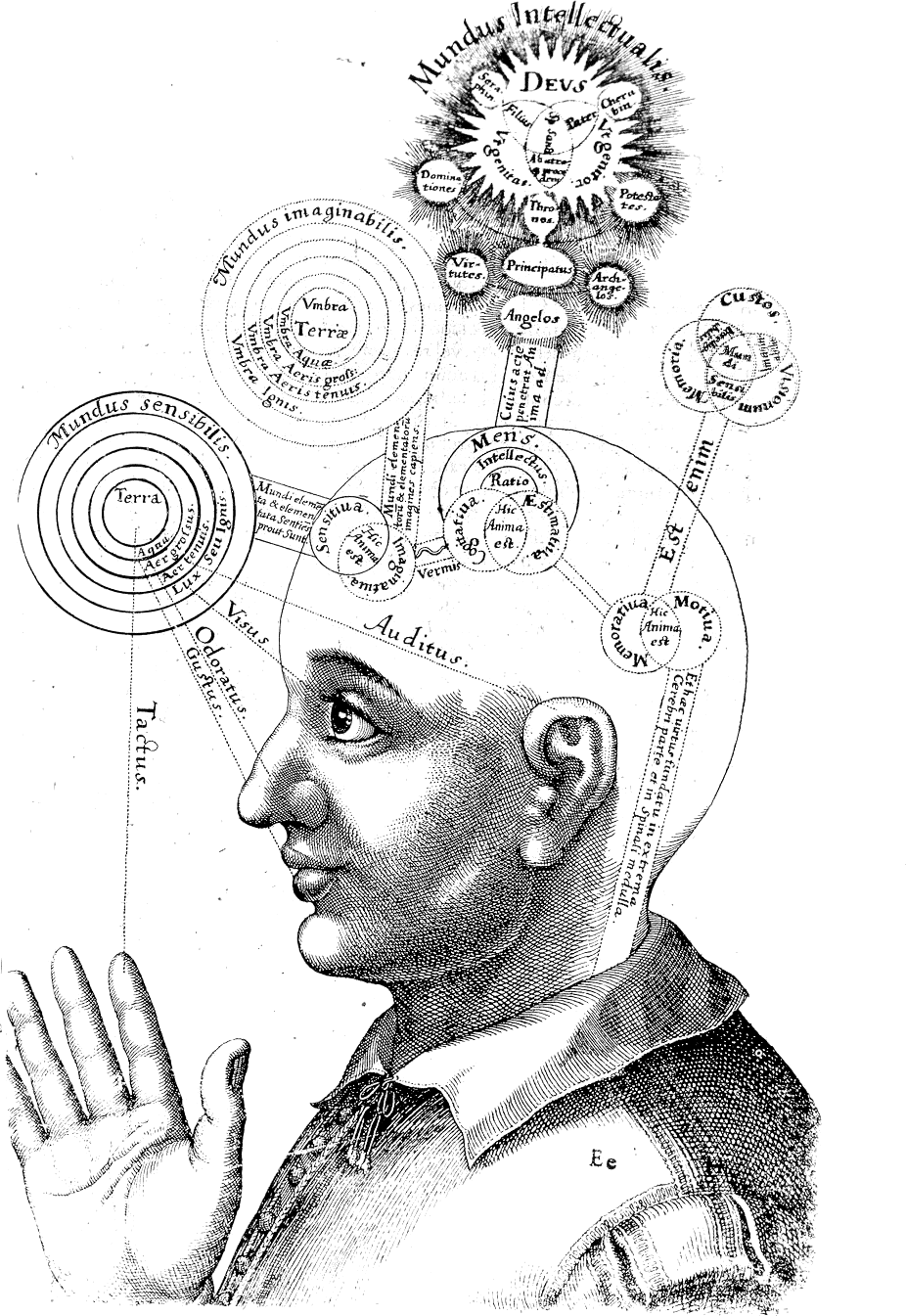
1600-talsbild av tredje ögats koppling till världar på andra medvetandeplan, av alkemisten Robert Fludd.

Det tredje ögat är ett mystiskt och esoteriskt begrepp som kan referera till ajna chakra inom olika andliga traditioner från öst och väst. Det sägs även vara en dörr som leder in till inre världar och stadier av högre medvetande. Inom New Age kan tredje ögat symbolisera upplysning eller framkallandet av mentala bilder med djupt spirituella eller psykologiska innebörder.
Det tredje ögat associeras ofta med uppenbarelser, klärvoajans (vilket även innefattar förmågan att observera chakra och auror), spådom och utomkroppsliga upplevelser. En person som anses ha utvecklat en förmåga att använda sitt tredje öga kallas ibland synsk. Det tredje ögat associeras även med den egyptiske guden Horus öga där tallkottkörteln avbildas.
Tallkottkörtelns anatomi kan på rent biologiska premisser tyckas likna det vanliga ögat, men istället för synen styr körteln de mer drömliknande upplevelsefunktionerna samt även reglerar sömn och dygnsrytm. Att via droger manipulera tallkottkörteln har därför blivit en metod för att framkalla och förstärka det som nämns ovan, såsom till exempel drömliknande- eller utomkroppsliga upplevelser.

## Personer med förmågan, eller som påståtts ha förmågan

### Yogomaatha
Ma Yogomaatha, Indien, gick en kurs hos en indisk guru och har sedan dess medverkat under flera "tredje ögat-demonstrationer" där hon bland annat läst texter med förbundna ögon.